# Vineta. Die versunkene Stadt
Vineta. Die versunkene Stadt er en tysk stumfilm fra 1923 af Werner Funck.

## Medvirkende
- Stella Arbenina
- Gustav Diessl
- Evi Eva
- Ernst Hofmann
- Cläre Lotto
- Ernst Pröckl
- Emil Rameau
- Eugen Rex
- Heinrich Schroth
- Wolfgang Zilzer